# 清水涼子
清水涼子（6月19日—），日本女性配音員。出身於千葉縣。身高149cm。血型A型。

## 演出作品

### 電視動畫
2007年
- 萌少女的戀愛時光（女學生）

2009年
- 涼宮春日的憂鬱 (2009年版)（小學女童）
- 大耳查布 哎呀呀？（小孩）

2011年
- 電視漫畫 昭和物語（日语：テレビまんが 昭和物語）
- 魔劍姬！（女學生）

### 遊戲
2012年
- （倉科詩葉）[2][3]

### 網路動畫
2012年
- 去吧！小英同學（小英同學）

### 廣播劇CD
- 仰望半月的夜空（小孩）
- 義呆利 Axis Powers（美國小孩）

### 外語配音
※作品依英文名稱及英文原名排序。

#### 電影
- Dark Remains（英语：Dark Remains）（Emma Pyke）
- 殺手（英语：Icarus (film)）（Taylor〈Katelyn Mager 飾演〉）
- 龍捲巨風（Becky）

#### 電視影集
- 推奴

## 來源
1. 1 2 3 4  . Media Force.   [2017-03-11]. （原始内容存档于2013-07-06） （日语）.
2. ↑  .   [2017-03-11]. （原始内容存档于2013-04-12） （日语）.
3. ↑  .   [2017-03-11] （日语）.[永久]

## 外部連結
- Media Force所屬期間的聲優簡介 （日語）（2013年7月6日的檔案館）
- （日語）－清水涼子的官方個人部落格（2012年1月6日的檔案館）
- 清水涼子的X（前Twitter） （日語）